# 全量全袋検査
全量全袋検査 (ぜんりようぜんふくろけんさ) とは、福島県で食用に生産された玄米の全量に対して福島第一原子力発電所事故の翌年2012年8月から2020年まで産地主体で実施されていた放射性セシウム計測検査である。

## 概要
福島県の地域ごとに「全量全袋検査場」をもうけ、持ち込まれた玄米30Kg入りの袋すべて（全量全袋）をまずスクリーニング検査し、食品衛生法に定める一般食品中の放射性物質の基準値の半分レベルを超えた袋に関しては、更に時間のかかる詳細検査をおこなう（#検査方法参照）。
2011年の東京電力福島第一原子力発電所事故由来の放射性物質による汚染が危惧された福島県産のコメ（玄米）について、安全性の確保（基準値を超える玄米は1袋たりとも流通させないこと）により消費者の安心・信頼を得ることを目的とする。
生産者団体、流通事業者、小売事業者、消費者団体及び福島県などで構成される ふくしまの恵み安全対策協議会　（2012年/平成24年5月に設立）が検査結果を公式サイトで公開している（#検査結果参照）。
全量全袋検査が始まって3年目、年内（2014年8月21日から12月31日まで）に検査場に持ち込まれた2014年産（26年産）新米は基準値超えゼロとなった。以降基準値超が検出されなくなった事から全量全袋検査を縮小し2020年に抽出検査に以降した。

## 経緯
2011年（平成23年）に起きた東京電力福島第一原子力発電所事故により放射性物質が飛散した。これによる福島県産の農産物の汚染が危惧されたことから、2011年3月、食品衛生法の規定に基づく放射性物質の暫定規制値（500Bq/kg）が設定された。
2011年4月、原子力災害対策特別措置法に基づき、福島県における避難区域、屋内退避区域、および土壌濃度が5000Bq/kgを超える地域について、稲の作付制限が課せられた。作付制限されない地域については、作付は制限されないものの、収穫時の検査で玄米が暫定規制値を越えた場合は出荷制限が課せられることとなった。
2011年には、福島県における同年産米の放射性物質モニタリング調査が実施された。具体的には、収穫前の段階で予備調査を行い、収穫後の段階で本調査を行って出荷制限の要否を判断した。また早期出荷米については圃場ごとに調査した。2011年10月12日、すべての地区で暫定規制値（500Bq/kg）を超えないというモニタリング調査の結果を受けて県内全地域の米が出荷可能とされ、知事が「安全宣言」を出したと報じられた。ところが、「安全宣言」の翌月の11月16日、福島市旧小国村の生産者自身の依頼で検査された玄米から食品衛生法の暫定規制値（500 Bq/kg）を超える630Bq/kgの放射性セシウムが検出された（ちなみにこの生産者による米は市場には流通していない）。検査体制について、検査地点の少なさや決定方法についての問題が浮かび上がり、検査の有効性への不信から、福島の米には市場で買い手がつかない状態になっているといわれるような状況となった。このため、2011年11月16日から平成24年2月3日までの約3ヶ月間、同地区および放射線量が高い地区の農家の生産した米の放射性物質緊急調査を実施。対象となった23247戸中、20037戸（86.2%)は検出せず、2627戸（11.3%)は100Bq/kg以下で出荷見合わせ解除となったものの、545戸（2.3%)は100Bq/kg～500Bq/kgで出荷見合わせ（市場流通からの特別隔離対策対象）、暫定規制値の500Bq/kg超えは38戸（0.2%）。
このときの緊急調査で、土壌中のセシウム濃度が高いからといって収穫された玄米のセシウム濃度が高いとは限らない、むしろ「土壌中の交換性カリウム濃度が極端に低いと玄米のCs濃度が高い」という知見がえられている。
2012年（平成24年）4月1日に、食品衛生法の規定に基づく放射性物質の基準値（100 Bq/kg）が設定される。
2012年の作付制限は、警戒区域及び計画的避難区域、および前年に500Bq/kgの米が生産された地域などについて課せられた。
2012年5月、生産者団体、流通事業者、小売事業者、消費者団体及び福島県などで「ふくしまの恵み安全対策協議会」が設立される。福島の米については、消費者の信頼を取り戻すためにはサンプリング調査では不十分であるとして、早場米が収穫される8月下旬から年末にかけて、全量全袋検査を行うこととなった。2012年8月25日、全量全袋検査の開始式が二本松市で行われた。2012年9月下旬、各地域において検査本格化。検査は各市町村に設置される地域の恵み安全対策協議会が行う。たとえば「福島市地域の恵み安全対策協議会」「須賀川岩瀬恵み安全対策協議会」など。

## 基準値
2011年3月、食品衛生法の規定に基づく放射性物質の暫定規制値（500 Bq/kg）が設定された。ただし、暫定規制値以下でも100Bq/kg～500Bq/kgの玄米は特別隔離政策の対象となって流通市場には出ていない。
2012年4月1日に、食品衛生法の規定に基づく放射性物質の基準値が設定され、玄米を含む一般食品の基準値は100 Bq/kgとされた。
この基準値は、食品からの被ばく線量の上限が年間1ミリシーベルト以下になるように計算されている。年間1ミリシーベルト以下は国際食品規格委員会（コーデックス委員会）の設定と同じであるが、具体的な基準値の設定としては、コーデックス委員会の1000Bq/kg、EUの1250Bq/kg、アメリカの1200Bq/kgよりはるかに厳しいものとなっている。

## 検査対象
福島県で食用に生産される玄米で、出荷される米（出荷米）だけでなく、生産者が自宅で食べる米（飯米）、親戚などに譲る米（縁故米）もすべて検査対象である。

## 検査方法
福島県の生産者は、野菜、果物、そば、大豆、小麦については、出荷・販売用の農林水産物を対象として出荷前から定期的に放射性物質モニタリング検査（自主検査）を実施しているが、玄米については、2012年から、出荷・販売用だけでなく自家用もふくむ、全量全袋について検査（全量全袋検査）を実施している。
米の全量全袋検査では、まず、福島県内で生産されるすべての玄米について、「食品中の放射性セシウムスクリーニング法」で、1袋30Kgごとにベルトコンベア式放射性セシウム濃度検査器によるスクリーニング検査を実施。セシウム134とセシウム137の合計値で判断する。その結果、スクリーニングレベル（基準値の1/2、50Bq/kg）を越える袋についてはゲルマニウム半導体検出器による詳細検査を実施する。これは、スクリーニング検査が迅速に実施可能な反面、測定誤差が大きいためである（詳細検査はスクリーニング検査より正確ではあるものの比較的時間を要する）。放射性検査を終えた米は、基準値未満であれば「放射性物質検査済」ラベルが貼られて出荷可能となる。
米の全量全袋検査の様子は、YouTubeの福島県やメディアの公式チャンネルなどで公開されている。

## 検査結果
玄米の放射性セシウム全量全袋検査では、詳細検査で基準値を超えたものは、2012年産で約1035万点中71点、2013年産で約1101万点中28点だったが、2014年産では新米（年内検査分）の約1078万点すべてが基準値以下となり、全量全袋検査が始まって以来初めて基準値越えがゼロとなった。2014年内での詳細検査で25Bq/kgを上回ったのは、11月20日の61Bq/kgの1点と12月24日の91Bq/kgの1点のみである。

### 検査集計結果概略表
| 検査対象   | 検査 期間                            | 集計結果 | スクリーニング検査点数 | 詳細検査点数 | 25 Bq/kg未満(※) | 25-50 Bq/kg(※) | 51-75 Bq/kg(※) | 76-100 Bq/kg(※) | 100 Bq/kg超(※) |
| ---------- | ------------------------------------ | -------- | ---------------------- | ------------ | --------------- | -------------- | -------------- | --------------- | -------------- |
| 24年産玄米 | 2012年8月25日 - 2014年12月22日       | 検査点数 | 10,345,207             | 867          | 144             | 40             | 295            | 317             | 71             |
| 25年産玄米 | 2013年8月22 - 2014年12月22日         | 検査点数 | 11,005,841             | 693          | 68              | 6              | 269            | 322             | 28             |
| 26年産玄米 | 2014年8月21日 - 2014年12月30日（※2） | 検査点数 | 10,775,701 （※2）      | 29           | 27              | 0              | 1              | 1               | 0              |

(※)・・・放射性セシウム（セシウム134とセシウム137の合計値）
(※2)・・・26年産については、年明け後の2015年1月5日から検査が再開し、スクリーニング検査点数はさらに増え続けている。

### 公開システム
玄米の放射性物質検査結果は、ふくしまの恵み安全対策協議会のサイトで公開されている。玄米の個々の袋に添付されている精米ラベルにあるQRコードを使って生産履歴を検索することもできる。この結果を追跡できるシステム（トレーサビリティ・システム）の構築はIBMによる支援をうけている。

### 26年産新米の基準値超ゼロ
2014年産（26年産）の新米（年内検査分）は全量全袋検査が始まって以来初めて基準値超えがゼロとなった。まず朝日新聞デジタルが「 福島産米、基準値超えゼロ　昨年分、１０７５万袋検査」と 2015年1月3日に報じ、福島民報も「 ２６年産新米基準超ゼロ　風評払拭へ大きく前進　放射性物質検査」と2015年1月9日に報じた。
2014年産米は、そのほとんどが生産年度内に検査を受けて基準値を超えないことが確認されたが、翌年になってから検査を受けた2014年産の自家飯米2点から基準値100ﾍﾞｸﾚﾙ/kgを越える放射性セシウムが検出され、市場に流通しないよう福島市により隔離された。検査値が高くなった要因としては「震災後初めての作付」で「吸収抑制対策のカリ肥料が散布されていなかったこと」が挙げられ、吸収抑制対策の一層の推進が図られることになった。
2015年産は新米（生産年度内）の検査でも、年を超えての検査でも基準値越えの検出はなかった。
2016年産も新米（生産年度内）の検査でも、年を超えての検査でも基準値越えの検出はなかった。

## 米の放射性セシウム濃度低減に関する研究
わかってきたこと：
- 各種土壌におけるカリ増加による玄米中放射性セシウム濃度の低減 - 農業・食品産業技術総合研究機構　中央農業総合研究センター　2011年の成果情報[58]
- 水田土壌のカリウム供給力の向上による玄米の放射性セシウム濃度の低減　農業・食品産業技術総合研究機構　中央農業総合研究センター　（プレスリリース　2012年2月24日）[59]
- 放射性セシウム濃度の高くなる要因とその対策について（米・大豆・そば）[60]　農林水産省
  - 放射性セシウム濃度の高い米が発生する要因とその対策について～要因解析調査と試験栽培等の結果の取りまとめ～（概要 第2版）（平成26年3月 農林水産省、福島県、（独）農業・食品産業技術総合研究機構、（独）農業環境技術研究所）　[61]
- 26年産米の放射性セシウム吸収抑制対策 - 「ふくしまからはじめよう。」農業技術情報　第44号　平成26年2月7日　福島県農林水産部[62]
- 27年産米の放射性セシウム吸収抑制対策 -  「ふくしまからはじめよう。」農業技術情報　第47号　平成26年12月16日　福島県農林水産部[63]

## 玄米、精米後、炊飯後のセシウム濃度
2012年4月1日に食品衛生法に定める一般食品中の放射性物質の基準値は、放射性セシウム濃度が「100ベクレル/Kg」と設定された。全量全袋検査はこの基準値を玄米に対してあてはめており、精米後、炊飯後の米のセシウム濃度はさらに低くなる。農業・食品技術総合研究機構では「精米の程度が高くなるにつれて、セシウム濃度は低下し、精米歩合が85％になるとほぼ一定なる。玄米の放射性セシウム濃度を100とすると、概ね白米は40％、炊飯米10％となる。」としている。

## 年表
- 2011年3月、暫定規制値（500 Bq/kg）設定
- 2011年、同年産米の放射性物質モニタリング調査が実施される。
- 2011年10月12日、県内全地域の米が出荷可能とされる
- 2011年11月16日、福島市大波地区（旧小国村）の玄米から暫定規制値を超える630Bq/kgの放射性セシウムを検出[67]
- 2011年11月16日から平成24年2月3日までの約3ヶ月間、米の放射性物質緊急調査を実施、暫定規制値の500Bq/kg超えは38戸（0.2%）[68][18]
- 2012年4月1日、基準値（100 Bq/kg）設定[5]。
- 2012年5月、「ふくしまの恵み安全対策協議会」が設立される。
- 2012年8月25日、米の全量全袋検査の開始式(二本松市)
- 2012年9月下旬、県内各地域において米の全量全袋検査本格化
- 2012年、24年産米では、約1035万点を検査、基準値超えは71点（0.0007%）
- 2013年、25年産米では、約1101万点を検査、基準値超えは28点（0.0003 %）
- 2014年、26年産米では、2014年12月31日までで1077万点以上を検査、新米の基準値超えは0点（0%）[45]。最終的には2017年10月13日までに約1101万点を検査、基準値越えは2点（0.00002%）
- 2015年、27年産米では、2017年11月06日までに約1050万点を検査、基準値超えは0点（0%）
- 2016年、28年産米では、2017年12月25日までに約1027万点を検査、基準値超えは0点（0%）
- 2017年、29年産米では、2017年12月30日までに約958万点を検査、新米の基準値超えは0点（0%）
- 2017年、全袋検査の将来的な見直しを考える議論が始まる[4][69][70]。
- 2020年、全袋検査を縮小し抽出検査に以降[3]。

## ふくしまの恵み安全対策協議会
ふくしまの恵み安全対策協議会とは、2011年の東京電力福島第一原子力発電所事故由来の放射性物質による汚染が危惧された福島県産の農産物について「安全性の確保と消費者の信頼確保を図ること」を目的に設立された組織。2012年（平成24年）5月に設立された。生産者団体、流通事業者、小売事業者、消費者団体及び福島県などで構成される。英語表記は、Fukushima Association for Securing Safety of Agricultural Products。
福島県内で生産された農林水産物について、放射性物質の綿密な検査を実施して食品衛生法に定める一般食品の基準値を超えるものが流通しないようチェックし、あわせて検査方法と結果、農産物の生産履歴情報等を公式サイトで公開している。事務所は、福島市に本拠を置く公益財団法人福島県農業振興公社内におかれている。
協議会サイト上で検査結果が公開されている作物
（2015年1月現在）
- 米（玄米）
- そば、大豆、小麦
- 果物：もも、日本なし、りんご、かき、ぶどう、おうとう（さくらんぼ）、すもも、うめ、西洋なし、ネクタリン、いちじく、ブルーベリー
- 野菜：きゅうり、トマト、アスパラガス、ねぎ、いちご、さやいんげん、ばれいしょ、だいこん、にら、なす、ブロッコリー、ほうれんそう、さやえんどう、チェリートマト、ピーマン、しゅんぎく、とうもろこし、スナップエンドウ、グリーンピース、つるむらさき、モロヘイヤ、葉ねぎ、たらの芽（栽培もの）、花わさび（栽培もの）